# Sites mégalithiques de Tarn-et-Garonne
Cet article présente les sites mégalithiques du Tarn-et-Garonne, département du Sud-Ouest de la France situé en région Occitanie. 

## Répartition géographique
Les dolmens sont particulièrement nombreux dans la partie orientale du département, notamment dans la commune de Saint-Antonin-Noble-Val.
| \| Montauban Castelsarrasin \| Répartition des mégalithes dans le département |
| Montauban Castelsarrasin                                                      |

## Liste (non exhaustive)
| Monument                     | Commune                 | Remarques                                                                                                  | État, classement                                                                                                | Coordonnées                                                                         | Illustration |
| ---------------------------- | ----------------------- | --- | --- | ----------------------------------------------------------------------------------- | ------------ |
| Dolmens du Pech              | Bruniquel               | | 44° 03′ 06″ N, 1° 39′ 10″ E 44° 03′ 12″ N, 1° 39′ 12″ E 44° 03′ 11″ N, 1° 39′ 15″ E 44° 03′ 11″ N, 1° 39′ 07″ E |                                                                                     |              |
| Ciste de Poussou             | Caylus                  | | |                                                                                     |              |
| Dolmen de Saillac,           | Caylus                  | | | 44° 12′ 57″ N, 1° 46′ 03″ E                                                         |              |
| Dolmen du Frau N°2           | Cazals                  | | | 44° 07′ 40″ N, 1° 38′ 47″ E                                                         |              |
| Dolmen de la Palenquière     | Espinas                 | | détruit |                                                                                     |              |
| Dolmen de la Serre           | Féneyrols               | | ruiné |                                                                                     |              |
| Dolmen de Pataou,            | Lacapelle-Livron        | | |                                                                                     |              |
| Dolmen de Terrier Blanc      | Lauzerte                | autre nom : dolmen de Peyresourde                                                                          | | 44° 15′ 55″ N, 1° 06′ 09″ E                                                         |              |
| Dolmen de Taillebarte        | Montpezat-de-Quercy     | | | 44° 15′ 40″ N, 1° 31′ 30″ E                                                         |              |
| Dolmens du Brétou            | Montricoux              | 2 dolmens                                                                                                  | |                                                                                     |              |
| Dolmen de Crabouilles        | Mouillac                | | détruit |                                                                                     |              |
| Tumulus de Piquecos          | Piquecos                | | | 44° 05′ 49″ N, 1° 19′ 33″ E                                                         |              |
| Dolmen de Bois Grand         | Puylagarde              | | détruit |                                                                                     |              |
| Dolmens de Coustols          | Puylagarde              | 2 dolmens                                                                                                  | |                                                                                     |              |
| Dolmen de Gascous            | Puylaroque              | | détruit |                                                                                     |              |
| Dolmen d'Al Roux             | Saint-Antonin-Noble-Val | | |                                                                                     |              |
| Dolmen de Bouysset           | Saint-Antonin-Noble-Val | | | 44° 10′ 26″ N, 1° 43′ 46″ E                                                         |              |
| Dolmen de Bruguières         | Saint-Antonin-Noble-Val | autres noms : Peyre-Levade près Lacam, dolmen du Bosc                                                      | |                                                                                     |              |
| Dolmen de Canelle,           | Saint-Antonin-Noble-Val | autre nom : dolmen de Pech d'Ax                                                                            | | 44° 09′ 35″ N, 1° 44′ 24″ E                                                         |              |
| Dolmen de Clauzel            | Saint-Antonin-Noble-Val | christianisé                                                                                               | |                                                                                     |              |
| Dolmen de Cuzoul             | Saint-Antonin-Noble-Val | | |                                                                                     |              |
| Dolmen de Filip              | Saint-Antonin-Noble-Val | | |                                                                                     |              |
| Dolmen de Fournet            | Saint-Antonin-Noble-Val | | | 44° 10′ 34″ N, 1° 43′ 19″ E                                                         |              |
| Dolmen de Gabach             | Saint-Antonin-Noble-Val | | |                                                                                     |              |
| Dolmen de Gastinel           | Saint-Antonin-Noble-Val | autre nom : dolmen de Tabarly                                                                              | | 44° 09′ 43″ N, 1° 43′ 02″ E                                                         |              |
| Dolmen de Las Bretelles      | Saint-Antonin-Noble-Val | | |                                                                                     |              |
| Dolmen de Las Gamasses       | Saint-Antonin-Noble-Val | autre nom : dolmen de la Veyrie n° 3                                                                       | |                                                                                     |              |
| Dolmen de Pauvarel           | Saint-Antonin-Noble-Val | | |                                                                                     |              |
| Dolmen de Pécoupet           | Saint-Antonin-Noble-Val | | | 44° 09′ 14″ N, 1° 41′ 12″ E                                                         |              |
| Dolmen de Roane              | Saint-Antonin-Noble-Val | | | 44° 08′ 59″ N, 1° 42′ 08″ E                                                         |              |
| Dolmen du Bosc               | Saint-Antonin-Noble-Val | | |                                                                                     |              |
| Dolmen du Pech de Jouan      | Saint-Antonin-Noble-Val | autre nom : dolmen de Sainte-Sabine                                                                        | |                                                                                     |              |
| Dolmens d'Al Pech            | Saint-Antonin-Noble-Val | 2 dolmens autre nom : dolmen de la Veyrie n° 1                                                             | |                                                                                     |              |
| Dolmens de Cante Sigale      | Saint-Antonin-Noble-Val | 2 dolemens                                                                                                 | |                                                                                     |              |
| Dolmens de Clauzet           | Saint-Antonin-Noble-Val | 3 dolmens, autre nom : dolmen de la Veyrie n° 2                                                            | | 44° 09′ 32″ N, 1° 43′ 19″ E 44° 09′ 32″ N, 1° 43′ 44″ E 44° 09′ 32″ N, 1° 43′ 23″ E |              |
| Dolmens du Pech              | Saint-Antonin-Noble-Val | 2 dolmens                                                                                                  | | 44° 08′ 02″ N, 1° 40′ 25″ E                                                         |              |
| Dolmen de Bousquettis        | Saint-Cirq              | | |                                                                                     |              |
| Dolmens du Pech de la Crabe, | Saint-Projet            | 3 dolmens autre nom : dolmens du Craboles                                                                  | | 44° 18′ 17″ N, 1° 46′ 20″ E                                                         |              |
| Dolmen de Caussé-Bas         | Septfonds               | | détruit |                                                                                     |              |
| Dolmen de Caux-Vieilles      | Septfonds               | | | 44° 10′ 37″ N, 1° 35′ 55″ E                                                         |              |
| Dolmen de Filip              | Septfonds               | | |                                                                                     |              |
| Dolmen de Finelle-Bas        | Septfonds               | | |                                                                                     |              |
| Dolmen de Finelle-Haut       | Septfonds               | | Classé MH (1889)                                                                                                | 44° 10′ 39″ N, 1° 35′ 54″ E                                                         |              |
| Dolmen de Moussac            | Septfonds               | | |                                                                                     |              |
| Dolmens de Bartalbenque      | Septfonds               | 2 dolmens                                                                                                  | | 44° 09′ 55″ N, 1° 36′ 00″ E                                                         |              |
| Dolmen de Peyrelevade        | Septfonds               | | |                                                                                     |              |
| Tombeau du Géant,            | Septfonds               | autre noms : dolmen de Coumbal, dolmen des Tombes, dolmen d'Aliguières, dolmen de Charles, Peyra del Jayan | | 44° 09′ 27″ N, 1° 37′ 58″ E                                                         |              |
| Dolmen de la Borie           | Tréjouls                | | |                                                                                     |              |